# Revest-les-Roches
Revest-les-Roches település Franciaországban, Alpes-Maritimes megyében. Lakosainak száma 235 fő (2022. január 1.). Revest-les-Roches Bonson, Malaussène, Tourette-du-Château és Utelle községekkel határos.

## Népesség
A település népessége az elmúlt években az alábbi módon változott:
| Lakosok száma | 25   | 49   | 122  | 197  | 217  | 230  | 235  | 231  | 229  | 235  |
|               | 1968 | 1982 | 1990 | 2006 | 2013 | 2015 | 2017 | 2019 | 2020 | 2022 |